# Otočić Smokvica Mala (ö i Kroatien, lat 43,53, long 15,95)
Otočić Smokvica Mala är en ö i Kroatien.   Den ligger i länet Šibenik-Knins län, i den södra delen av landet, 250 km söder om huvudstaden Zagreb.